# Kobe Port Tower
Kobe Port Tower (japanska: 神戸ポートタワー, Kōbe Pōto Tawā) är ett utsiktstorn i hamnstaden Kobe i Hyōgo prefektur i Japan. Det är 108 meter högt och byggt i stålrör och formen påminner om en liten japansk trumma, en så kallad tsuzumi.
Tornet har åtta våningar, tre i marknivå och fem högst upp. Utsiktsplatformen på fjärde våningen   ligger 75 meter över marknivå och på sjätte våningen finns ett roterande kafé som vrider sig ett helt varv på 20 minuter. Från sjunde våningen kan man se ut över Osakabukten med ön Awaji och från åttonde våningen ända till Kansais internationella flygplats.
Utsiktstornet renoverades mellan  2009 och 2010 och försågs med LED-belysning.